# Pohanská (Malé Karpaty)
Pohanská (494,8 m n. m.)  ) je nejvyšší vrch Plaveckého predhoria, geomorfologické části pohoří Malé Karpaty.  Nachází se na západním okraji území, přímo nad obcí Plavecké Podhradie v okrese Malacky.  Na jeho vrcholu jsou pozůstatky mohutného hradiště. 

## Polohopis
Vrch se nachází ve střední části podcelku Pezinské Karpaty, v geomorfologické části Plavecké predhorie.  Leží na jihozápadním okraji této části pohoří, přímo nad a v katastru obce Plavecké Podhradie.  Rozsáhlý masiv tvoří tři vrcholy, přičemž na severním (cca 400 m n. m.) stojí ruina Plaveckého hradu. Podobnou výšku dosahuje i jižní vrchol, který je v jižní části skalnatý. Nejvyšší, středně situovaný vrchol, je od nich oddělen mělkými sedly. Nachází se zde Pohanská a Plavecká jeskyně. 
Celý masiv je součástí národní přírodní rezervace Pohanská, která od roku 1980 chrání na rozloze 128,93 ha "suchomilné a teplomilné rostlinné a živočišné společenství na vápencích, krasové jevy a významné archeologické naleziště".

## Přístup
Na vrchol Pohanskej nevede značená stezka a přístupný je lesním chodníkem. Z blízké obce však vede úpatím  modře značená trasa západním a severním úpatím přes sedlo pod hrad a dále do sedla Báborská. 